# مارينا بوروشينكو
مارينا أناتوليفنا بوروشنكو (الأوكرانية: Марина Анатоліївна Порошенко ، Perevedentseva ؛ ولدت في 1 فبراير 1962) سياسية محلية (كييف) أوكرانية، وكانت سيدة أوكرانيا الأولى (2014-2019) وهي زوجة الرئيس الأوكراني السابق بيترو بوروشنكو.

## عائلة
مارينا وبيترو بوروشنكو لديهما أربعة أطفال: ابن أوليكسي (مواليد 1985) ، ابنتان توأمان يفينيا وأولكساندرا (مواليد 2000) وابن ميخايلو (مواليد 2001). لا تزال العائلة تعيش في منزلها الخاص في حي كونشا زاسبا التاريخي. كان أوليكسي ممثلًا في البرلمان الإقليمي في فينيتسا أوبلاست. في نوفمبر 2014 ، أصبح نائب الشعب لأوكرانيا.